# Конкурс молодых музыкантов «Евровидение-2016»
Евровидение для молодых музыкантов 2016 (англ. Eurovision Young Musicians 2016) — 18-й конкурс молодых музыкантов «Евровидение», который прошел в Германии в 2016 году. Финал конкурса состоялся 3 сентября 2016 года на сцене перед Кельнским собором в немецком городе Кёльн. В конкурсе примут участие играющие на разных музыкальных инструментах музыканты в возрасте до 20 лет. Участникам конкурса будет аккомпанировать симфонический оркестр Кёльнского радио.
Немецкая национальная телекомпания WDR выступит вещателем и организатором конкурса этого года, на который приедут музыканты из 11 стран. От участия в этом году отказались Греция, Молдавия, Нидерланды и Португалия (помимо ещё 25 стран, имеющих право на участие, но переставших участвовать ранее). Также состоится дебют Сан-Марино.

## Место проведения
9 декабря 2014 года Европейский вещательный союз объявил на официальном сайте конкурса, что Германия примет восемнадцатый конкурс классической музыки «Евровидение для молодых музыкантов». Местом проведения вновь станет площадь перед Кельнским собором, где будет сооружена временная сцена.

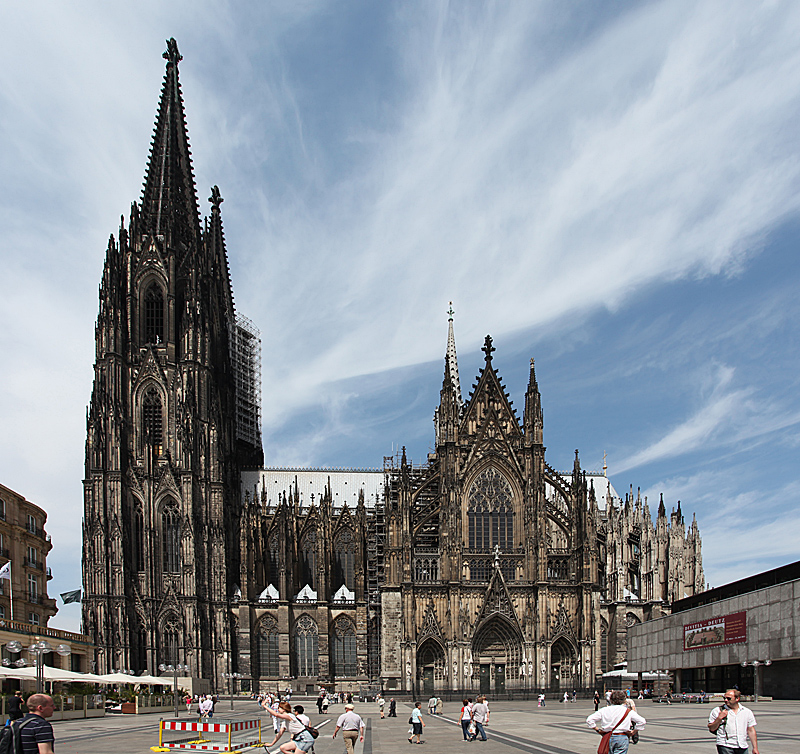
«Кёльнский собор» — место проведения «Евровидения для молодых музыкантов 2016»

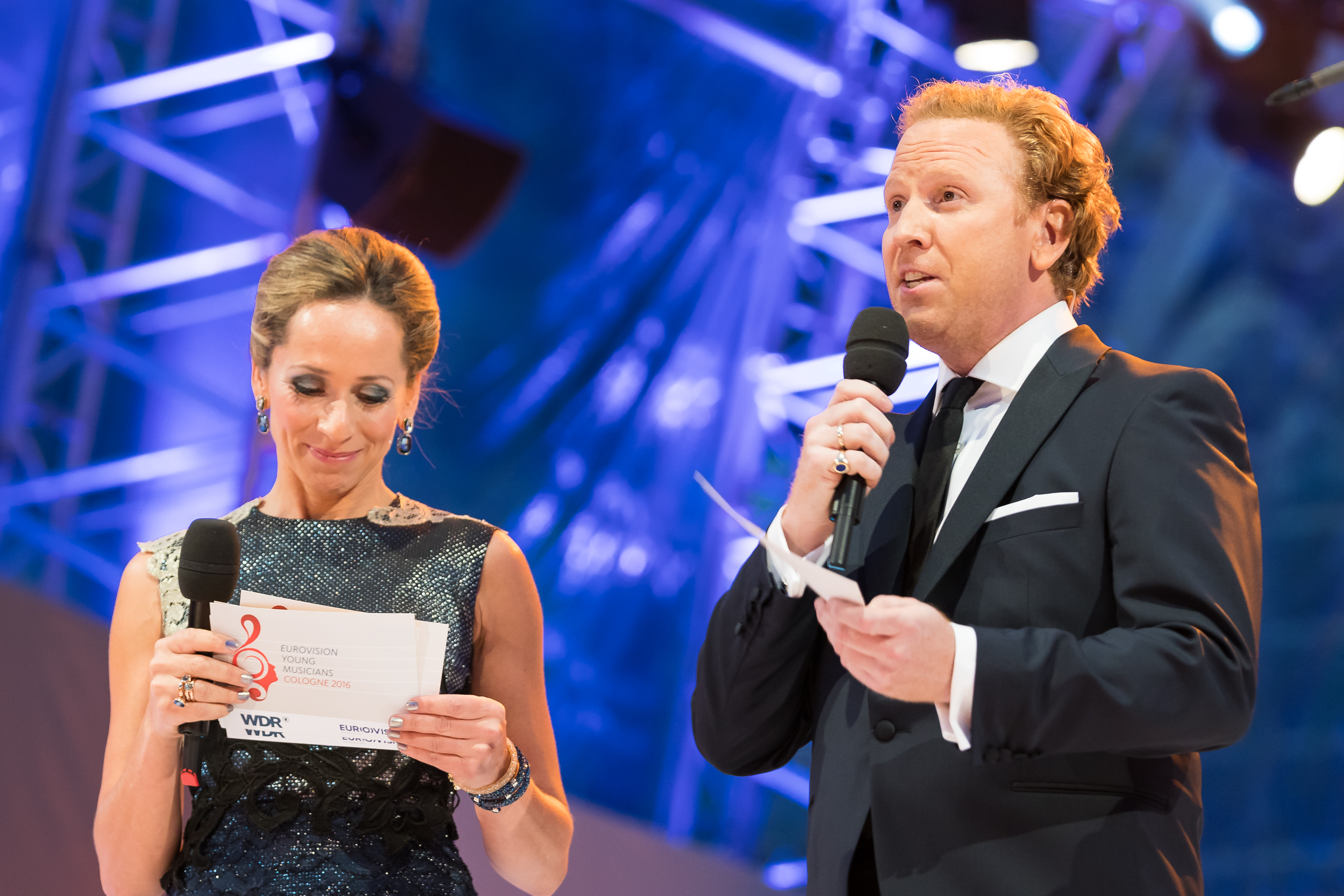
Ведущие конкурса Тамина Каллет и Дэниэл Хоуп

Германия уже проводила «Евровидение для молодых музыкантов» в 2002 и 2014 годах. В 2002 году конкурс состоялся на сцене Берлинского драматического театра, а в 2014 году в Кёльне на сцене перед Кельнским собором. Это впервые, когда город принимает конкурс второй раз, в том числе и подряд.

### Выбор страны-организатора
Свои заявки на проведение конкурса подали два города — венгерский Будапешт и немецкий Кёльн. 9 декабря 2014 года было объявлено, что конкурс вновь будет проводить немецкая телекомпания WDR в Кёльне. Будапешту было предложено провести у себя следующий конкурс в 2018 году.

## Формат
К участию в конкурсе допускаются молодые музыканты в возрасте до 19 лет включительно, с учётом того, что в день проведения финала им не исполнится 20 лет. Причем участниками могут стать только соло-исполнители, не задействованные на профессиональной основе (то есть не получающие прибыли от выступлений).
В этом году каждый из 11 участников должен исполнить 6-минутную программу. Музыкальный инструмент и программу участник выбирает по своему усмотрению. Оценивать выступления будет профессиональное жюри из 5 человек, которое также будут публично комментировать каждого участника и его выступление после его номера. Каждый член жюри обязан присудить баллы от 1 до 10 каждому исполнителю. После всех выступлений оценки жюри будут просуммированы и объявлена тройка победителей.

### Дата проведения
В этом году ЕВС впервые проведет конкурс не в конце мая-начале июня, а в сентябре. Это сделано для того, чтобы поддерживать интерес к конкурсам «Евровидение» (Взрослому, который проходит в мае, и Детскому, который проходит в ноябре/декабре). Финал конкурса состоится 3 сентября 2016 года Кёльне.

### Ведущие
28 апреля 2016 года немецкая телекомпания WDR официально представила ведущих. Ими стали британский скрипач Дэниэл Хоуп и немецкая телеведущая Тамина Каллет.

### Полуфиналы
В этом году организаторы планировали вернуть в конкурс полуфиналы, из которых только 8 участников (по 4 участника из каждого полуфинала) присоединились бы к стране-хозяйке в финале. Первый полуфинал планировалось провести 28 августа 2016 года, а второй 29 августа. Однако позже полуфиналы вновь были отменены из-за малого количества стран-участниц.

### Жюри
В состав профессионального жюри вошло 5 человек:
- / Юлиан Рахлин (Победитель конкурса классической музыки «Евровидение для молодых музыкантов 1988»)
- Джонатан Коэн
- Андреас Мартин Хофмайр
- / Элис Сара Отт
- Тине Тинг Хельсет (Лауреат конкурса классической музыки «Евровидение для молодых музыкантов 2006»)

## Участники

### Финал
| №  | Страна                    | Участник             | Инструмент | Произведения (Композитор)                                                        | Результат    |
| -- | ------------------------- | -------------------- | ---------- | -------------------------------------------------------------------------------- | ------------ |
| 1  | Венгрия                   | Якаб Роланд Аттила   | скрипка    | Zigeunerweisen op. 20, no. 1 (Пабло де Сарасате)                                 | —            |
| 2  | Мальта                    | Дмитрий Ишханов      | фортепиано | Piano Concerto no. 3, op. 50, Allegro Molto (Дмитрий Кабалевский)                | —            |
| 3  | Австрия                   | Доминик Вагнер       | контрабас  | Concerto for Double Bass and Orchestra, Allegro with cadenza (Сергей Кусевицкий) | Третье место |
| 4  | Польша                    | Лукаш Дычко          | саксофон   | Rhapsody pour Saxophone alto (Андре Венеен)                                      | Победитель   |
| 5  | Швеция                    | Элиот Нурдквист      | фортепиано | Piano Concerto No. 2 in G minor, op. 22, Andante sostenuto (Камиль Сен-Санс)     | —            |
| 6  | Словения                  | Зала Видич           | виолончель | Rococo Variations, VI: Andante, VII e coda: Allegro Vivo (Пётр Ильич Чайковский) | —            |
| 7  | Хорватия                  | Марко Мартинович     | тамбурица  | Meditationen (Жюль Массне, из оперы «Таис»)                                      | —            |
| 8  | Сан-Марино                | Франческо Стефанелли | виолончель | Cello Concerto Nr. 1, Allegretto (Дмитрий Шостакович)                            | —            |
| 9  | Германия (страна-хозяйка) | Рауль Мариа Дигнола  | горн       | Horn Concerto no. 2, Allegro Maestoso (Вольфганг Амадей Моцарт)                  | —            |
| 10 | Чехия                     | Роберт Били          | фортепиано | Piano Concerto, op. 38, Allegro Molto (Сэмюэл Барбер)                            | Второе место |
| 11 | Норвегия                  | Людвик Гудим         | скрипка    | Carmen Fantasie (Франц Ваксман)                                                  | —            |

## Галерея

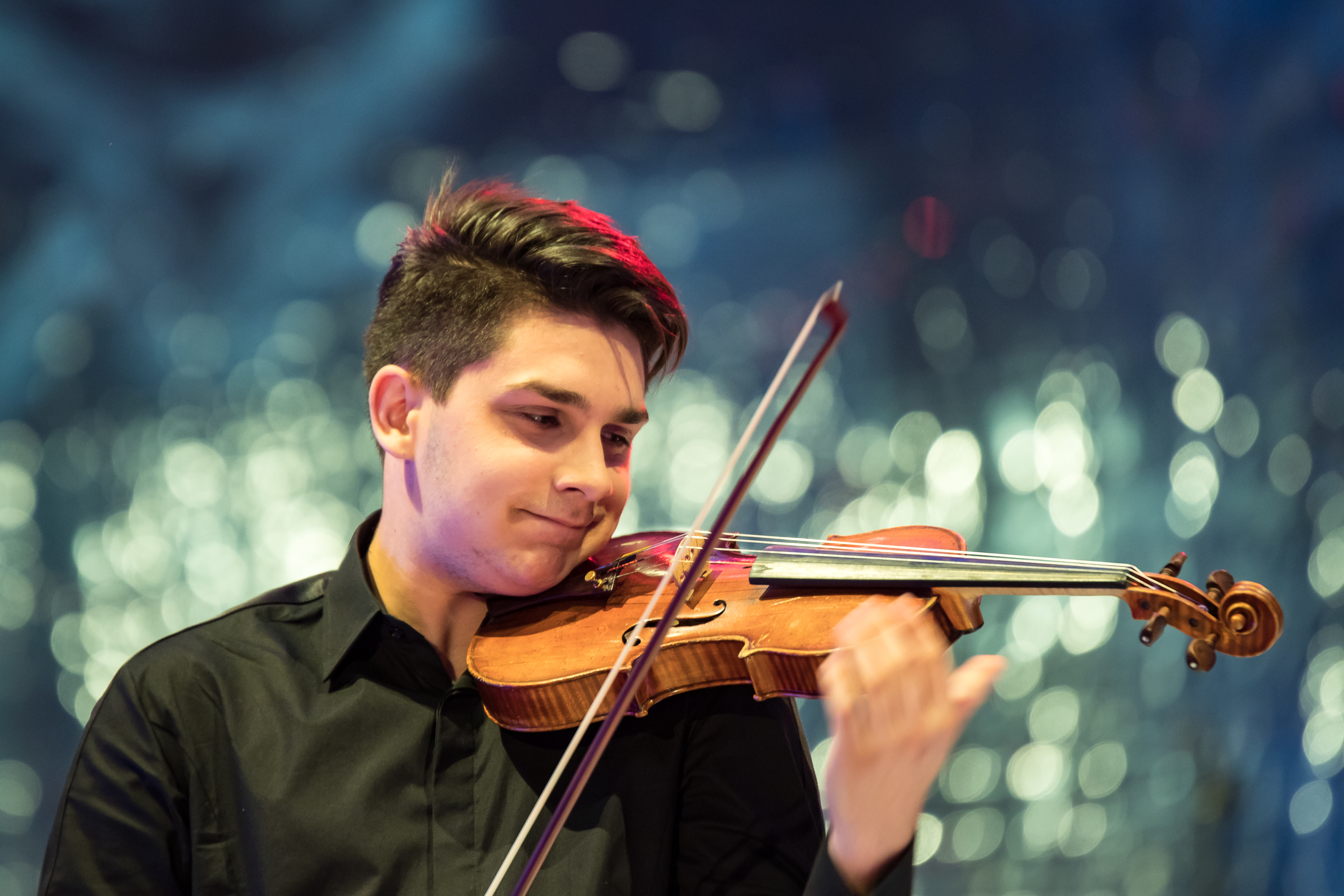
1.  Якаб Роланд Аттила
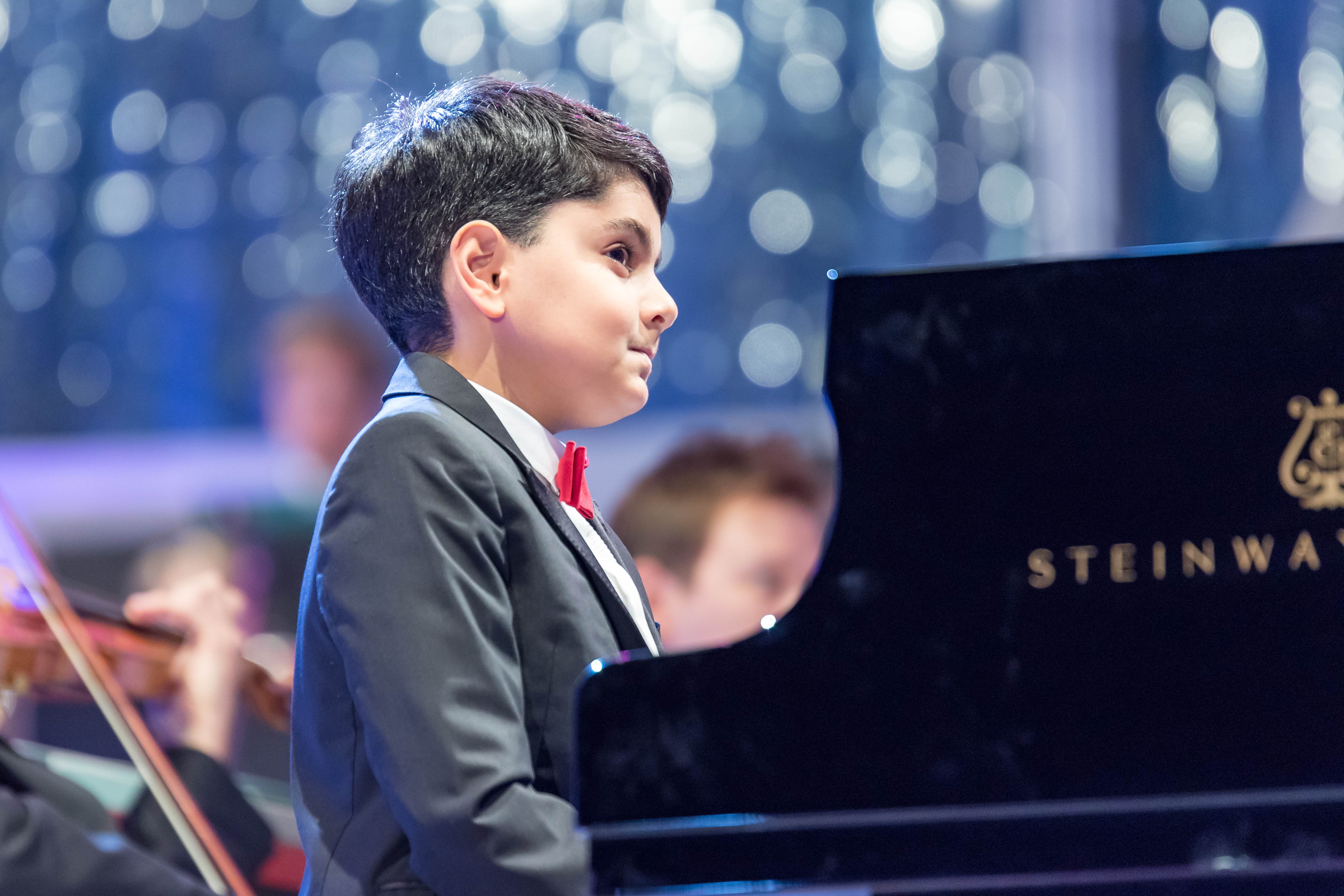
2.  Дмитрий Ишханов
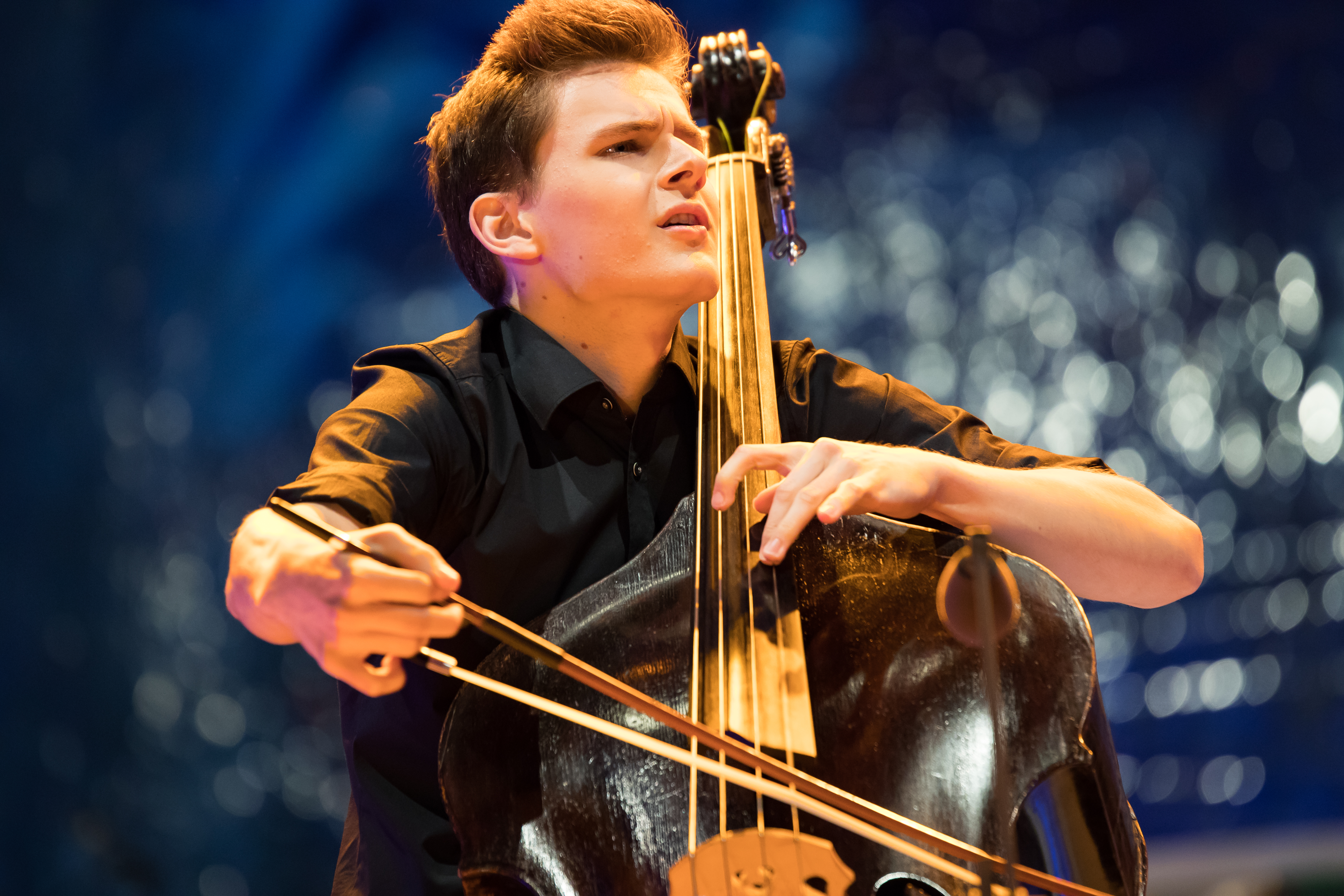
3.  Доминик Вагнер
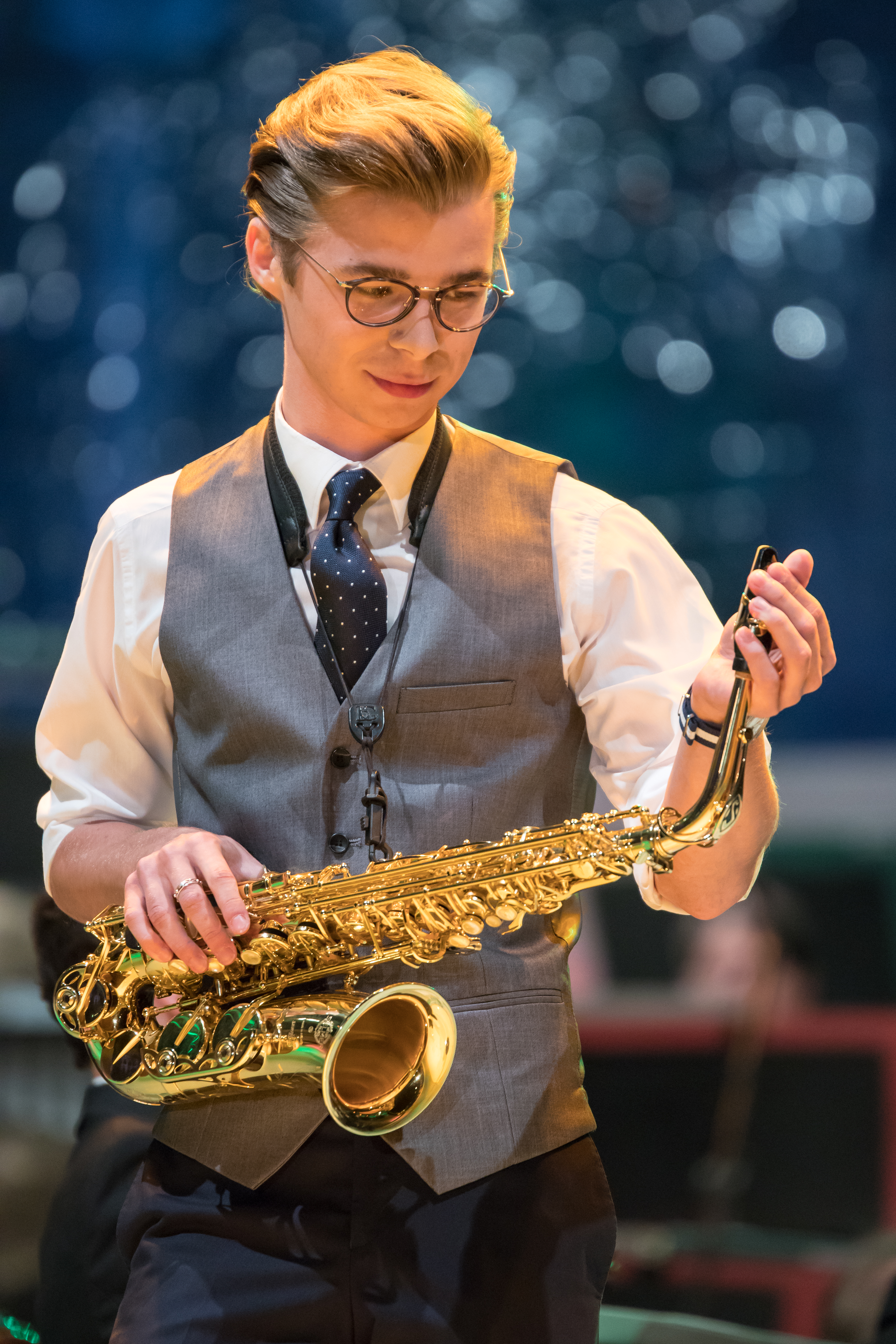
4.  Лукаш Дычко
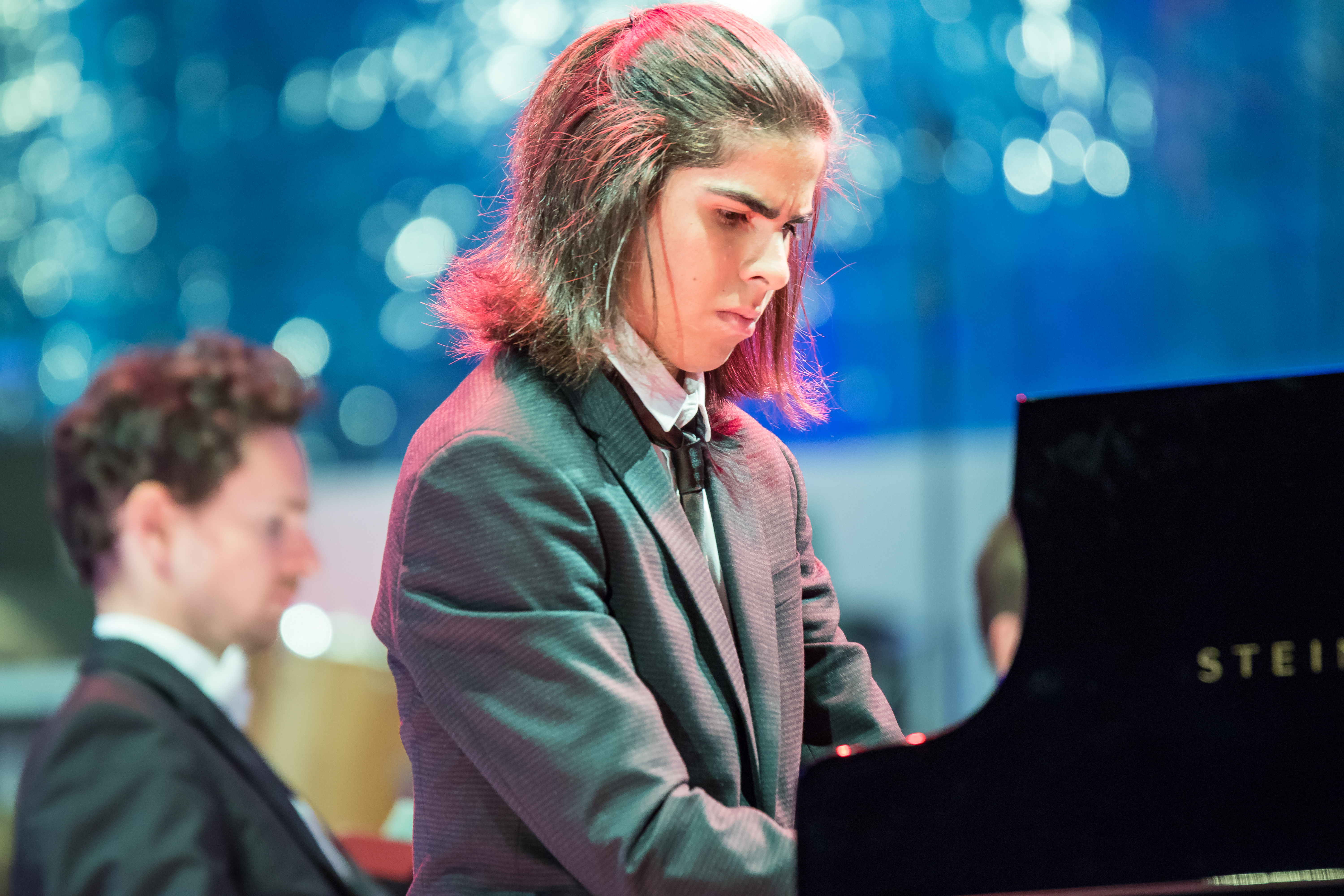
5.  Элиот Нурдквист
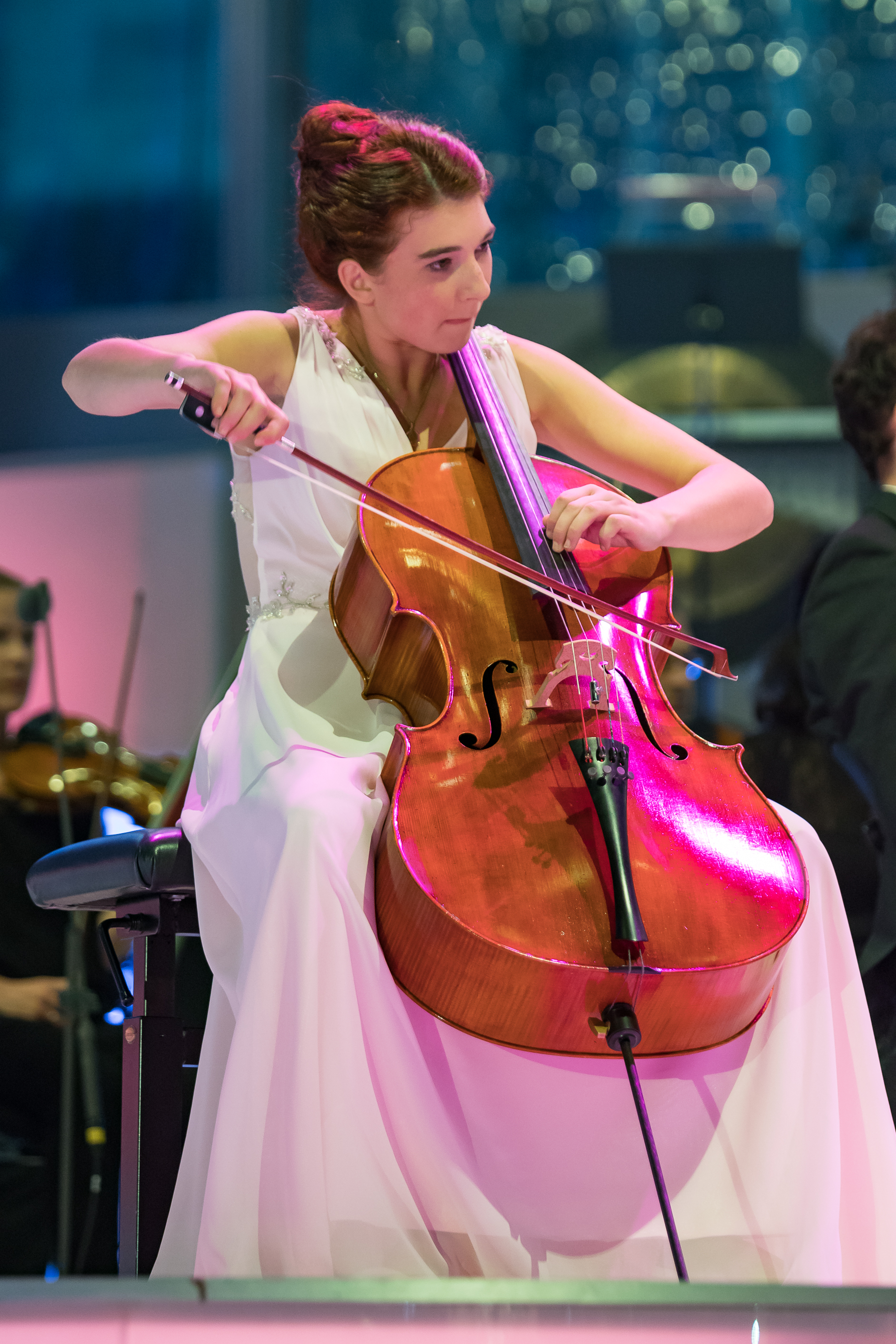
6.  Зала Видич
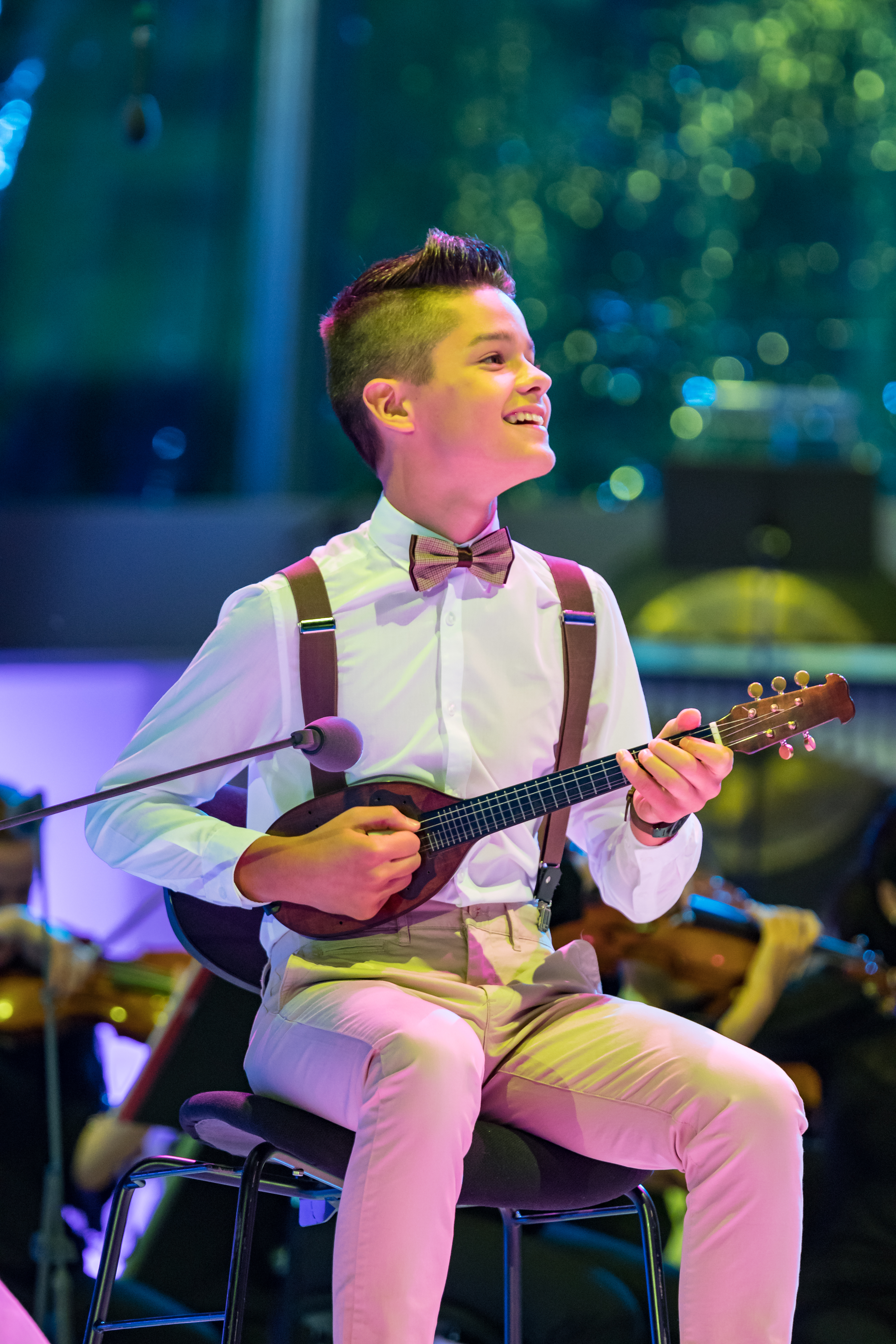
7.  Марко Мартинович
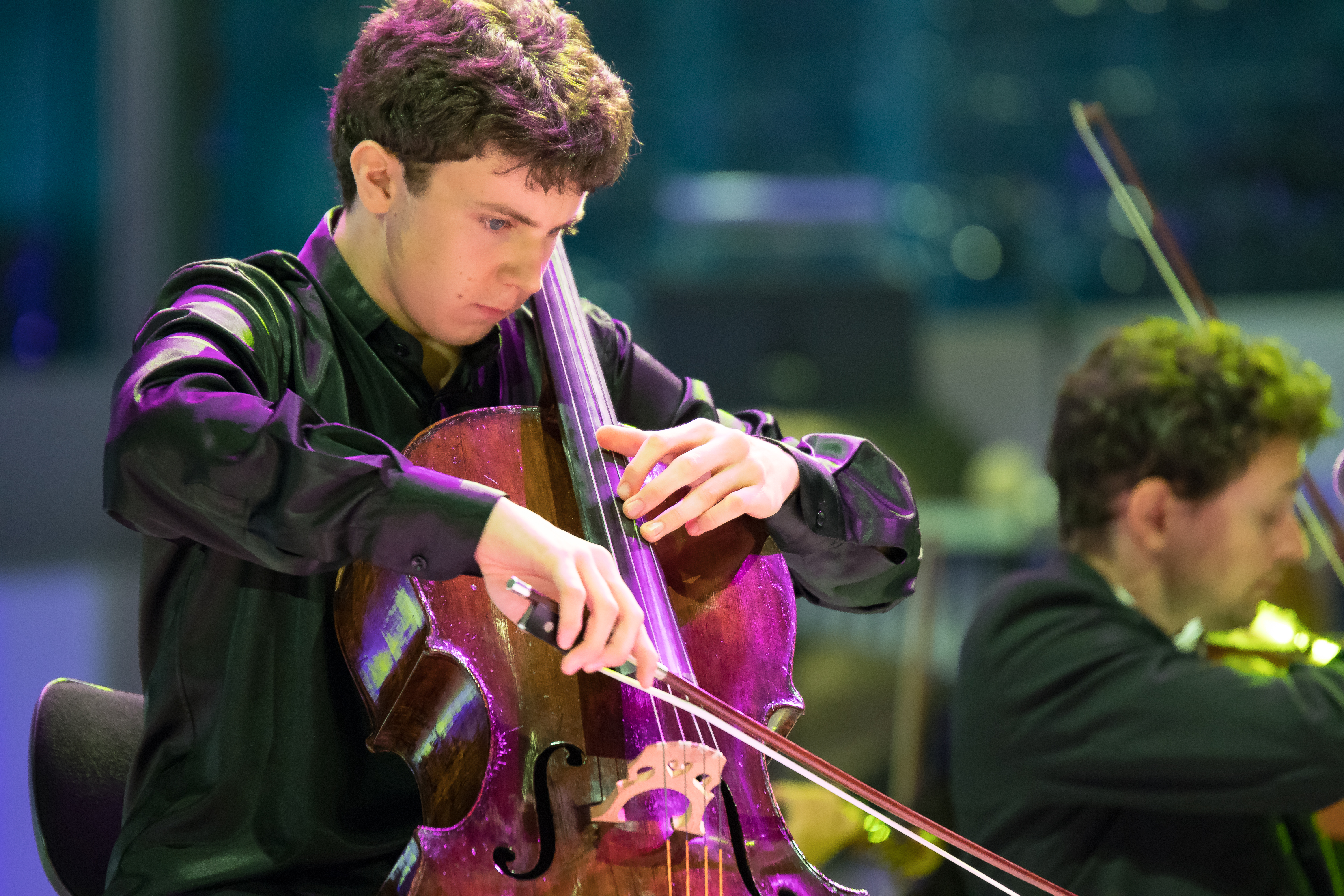
8.  Франческо Стефанелли
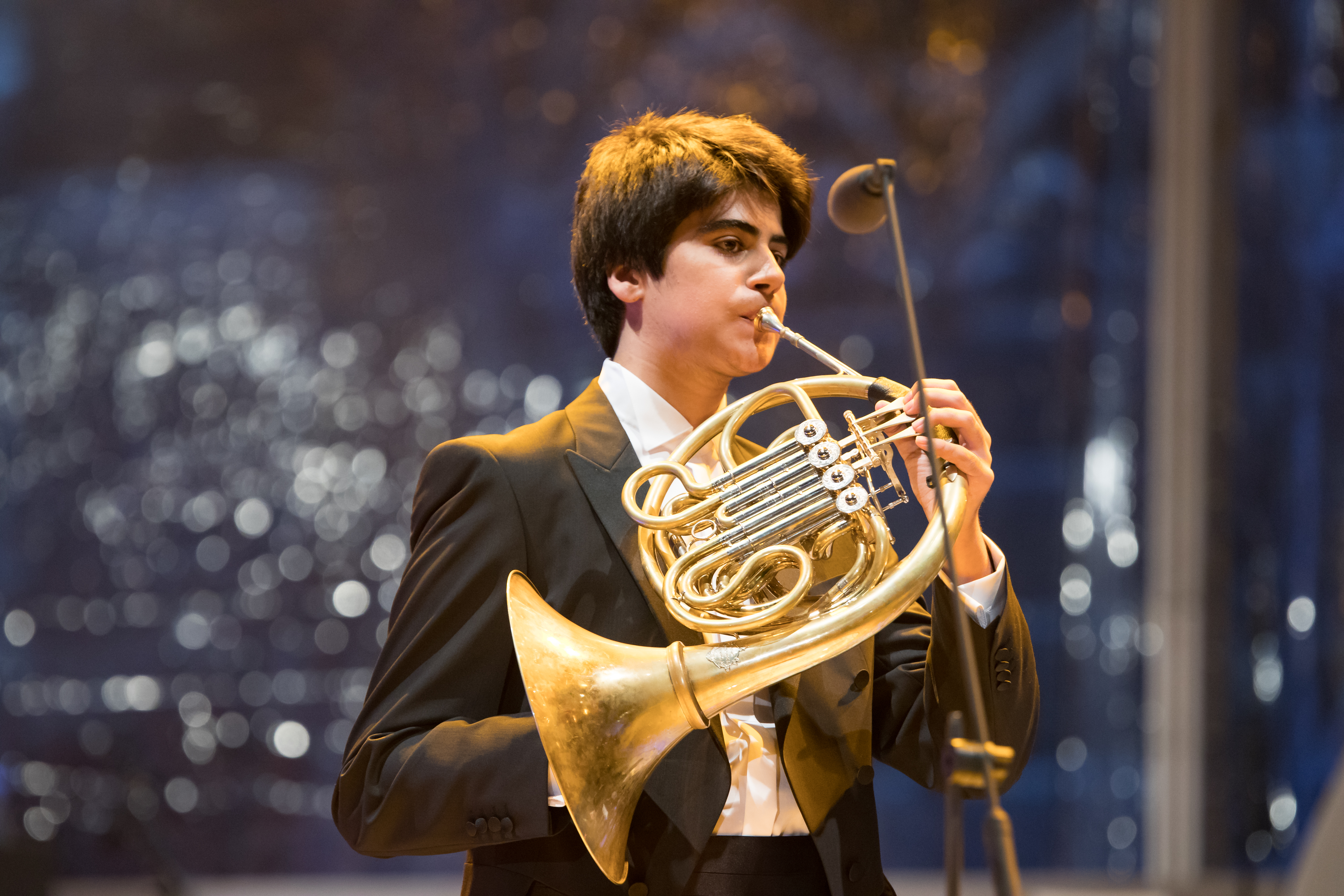
9.  Рауль Мариа Дигнола
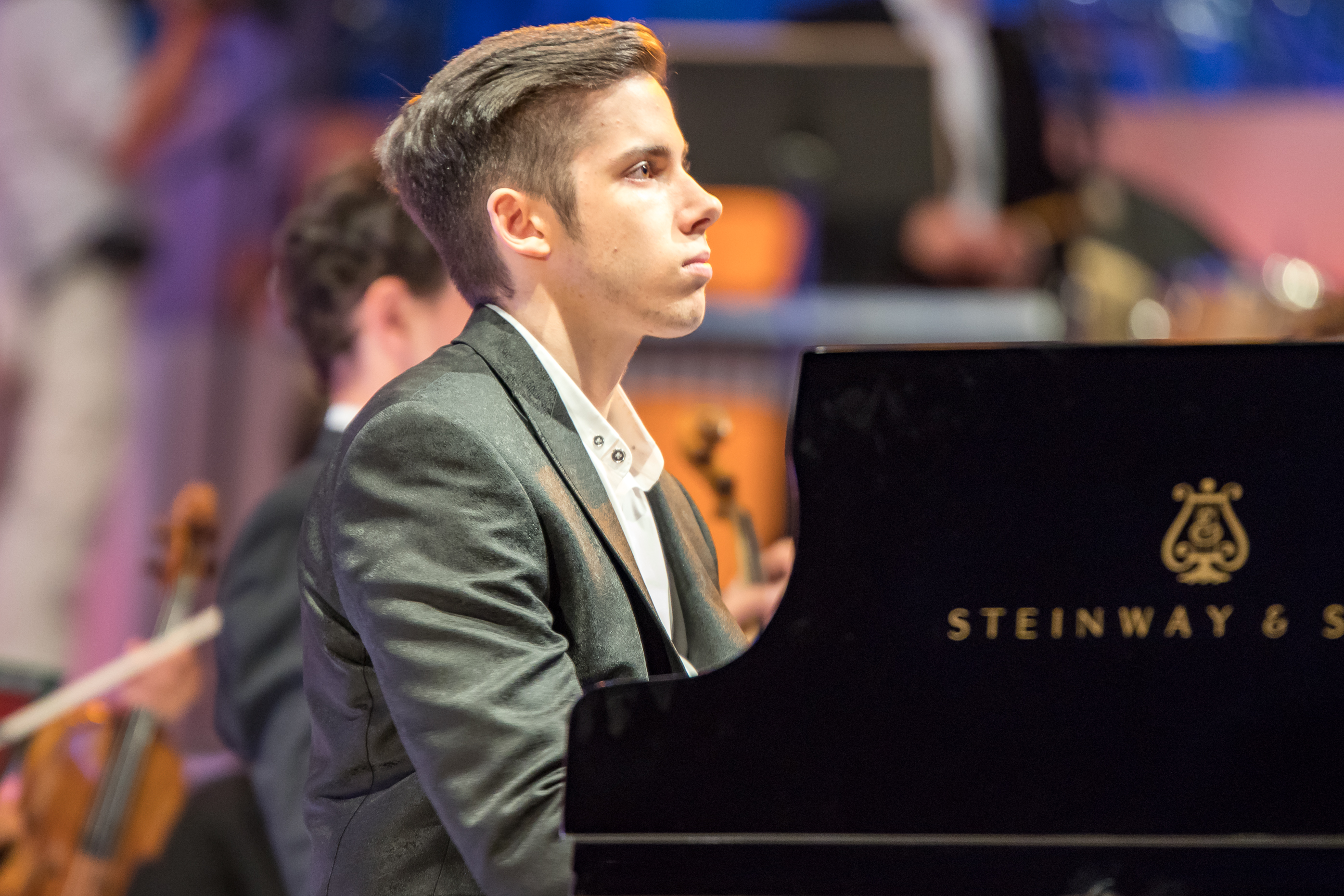
10.  Роберт Били
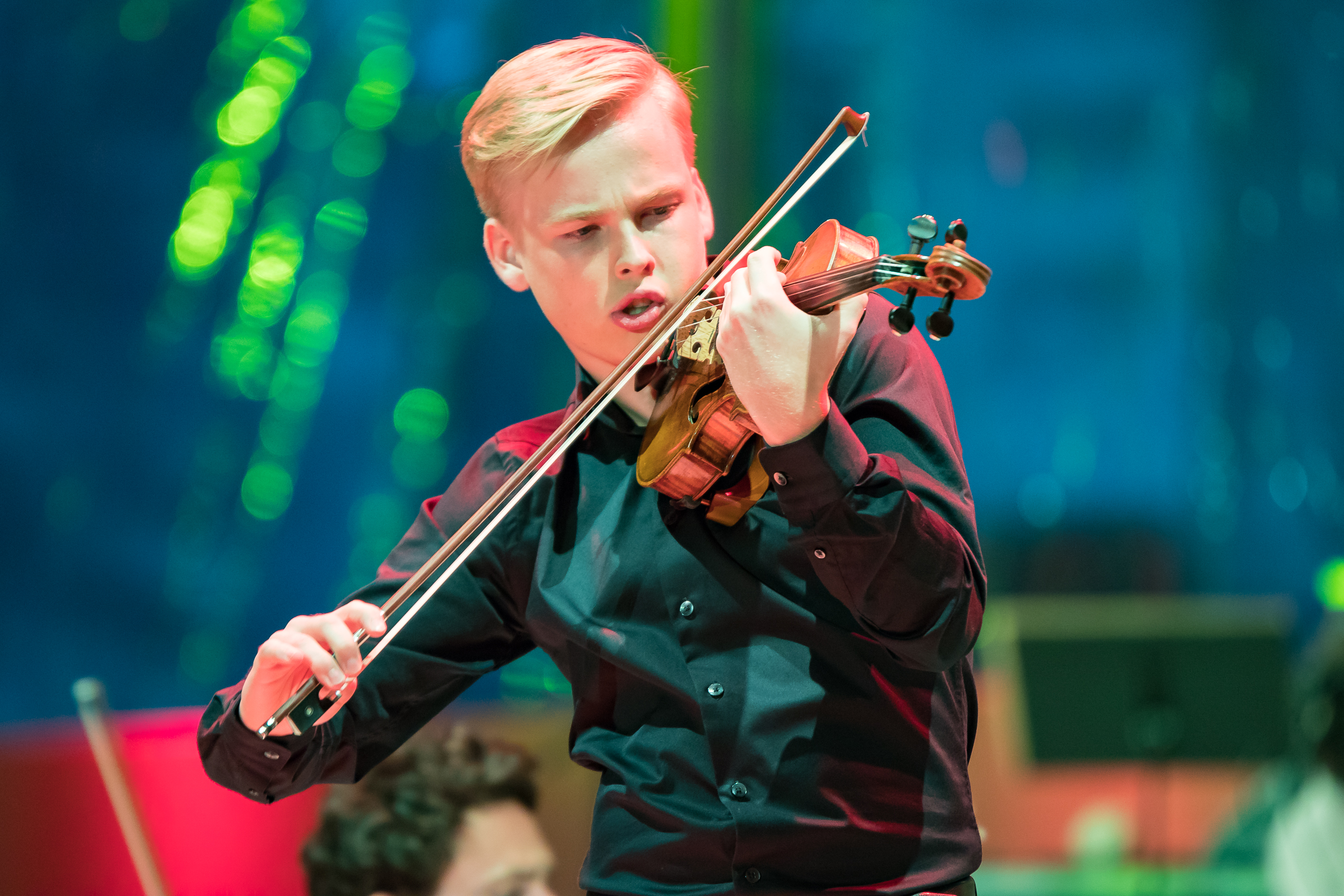
11.  Людвик Гудим

## Национальные отборы
Открытые национальные отборы (с голосование профессионального жюри) не обязательны для всех стран-участниц, и в связи с этим многие страны выбирают своего представителя путем внутреннего отбора. Свои открытые отборы проводят следующие страны:
| Страна     | Дата (2016 г.) | Отбор                              | Вещатель | Информация |
| ---------- | -------------- | ---------------------------------- | -------- | --- |
| Австрия    | 18 апреля      | Die nationalen Auswahl 2016        | ORF      | Финал национального отбора состоялся 18 апреля 2016 года в Вене. В финале отбора участвовали всего 16 исполнителей. Победителем стал Доминик Вагнер. |
| Венгрия    | 3 июня         | Virtuózok                          | MTV      | 3 июня состоялся финал национального отбора, где победителем стал 18-летний Роланд Аттила. |
| Германия   | 10 мая         | Внутренний                         | WDR      | 24 марта 2016 года немецкая телекомпания WDR объявила о начале приеме заявок от молодых участников. Прием заявок был окончен 18 апреля. Внутренним отбором был выбран Рауль Мариа Дигнола.                                                                                             |
| Норвегия   | 19 марта       | Virtuos 2016                       | NRK      | 25 января 2016 года объявлены 8 участников отбора. Финал состоялся 19 марта, где победителем стал Людвик Гудим. |
| Польша     | 11 апреля      | Młody Muzyk Roku                   | TVP      | 24 марта 2016 года объявлены имена всех участников отбора. Отбор был разделен на два шоу. 31 марта 2016 года состоялся полуфинал отбора. 11 апреля состоялся финал, на котором гран-при получил Лукаш Дычко.                                                                           |
| Словения   | 28 января      | Evrovizijski Mladi Glasbeniki 2016 | RTVSLO   | 21 января 2016 года были объявлены имена финалистов отбора. 28 января 2016 года состоялся финал конкурса, где выиграла Зала Видич. |
| Сан-Марино | 9 марта        | Внутренний                         | SMRTV    | 9 марта 2016 года телерадиокомпания республики Сан-Марино внутренним отбором выбрала Франческо Стефанелли. |
| Хорватия   | 25 мая         | Euroviziji mladih glazbenika 2016  | HRT      | 25 мая 2016 года состоялся финал отбора, на котором победу одержал Марко Мартинович. |
| Чехия      | 6 июля         | Внутренний                         | ČT       | 6 июля 2016 года чешская телевидение внутренним отбором выбрал Роберта Билла. |
| Швеция     | 2 марта        | Polstjärnepriset                   | SVT      | 6 января 2016 года конкурс молодых музыкантов «Polst Jarnepriset 2016» выиграл Дэниел Торелл. Однако организаторы конкурса ещё не подтвердили его участие. 2 марта 2016 года шведский телеканал SVT представили 16-летнего Элиота Нурдквиста, выигравшего конкурс «Polstjärnepriset» . |

## Другие страны

### Отказались от участия
- Бельгия — 20 октября 2015 вещатель объявил, что страна не вернётся на конкурс[26].
- Израиль — 19 октября 2015 вещатель объявил, что страна не вернётся на конкурс[27].
- Кипр — 18 октября 2015 вещатель объявил, что страна не вернётся на конкурс[28].
- Латвия — 15 октября 2015 вещатель объявил, что страна не вернётся на конкурс[29].

## Телетрансляция
Многие стран-участницы будут транслировать конкурс в прямом эфире, а также будет транслироваться на официальном сайте:
- Австрия — ÖRF 2 (11 сентября)
- Венгрия — MTVA Duna Channel (прямая трансляция)
- Германия — WDR (3 сентября)
- Мальта — TVM 2 (прямая трансляция)
- Норвегия — NRK 2 (прямая трансляция)
- Польша — TVP Kultura (прямая трансляция)
- Словения — TV SLO 2 (прямая трансляция)
- Сан-Марино — RTV (4 сентября)
- Хорватия — HRT 3 (прямая трансляция)
- Чехия — ČT Art (прямая трансляция)
- Швеция — SVT 2 (прямая трансляция)